# Lilium Tower

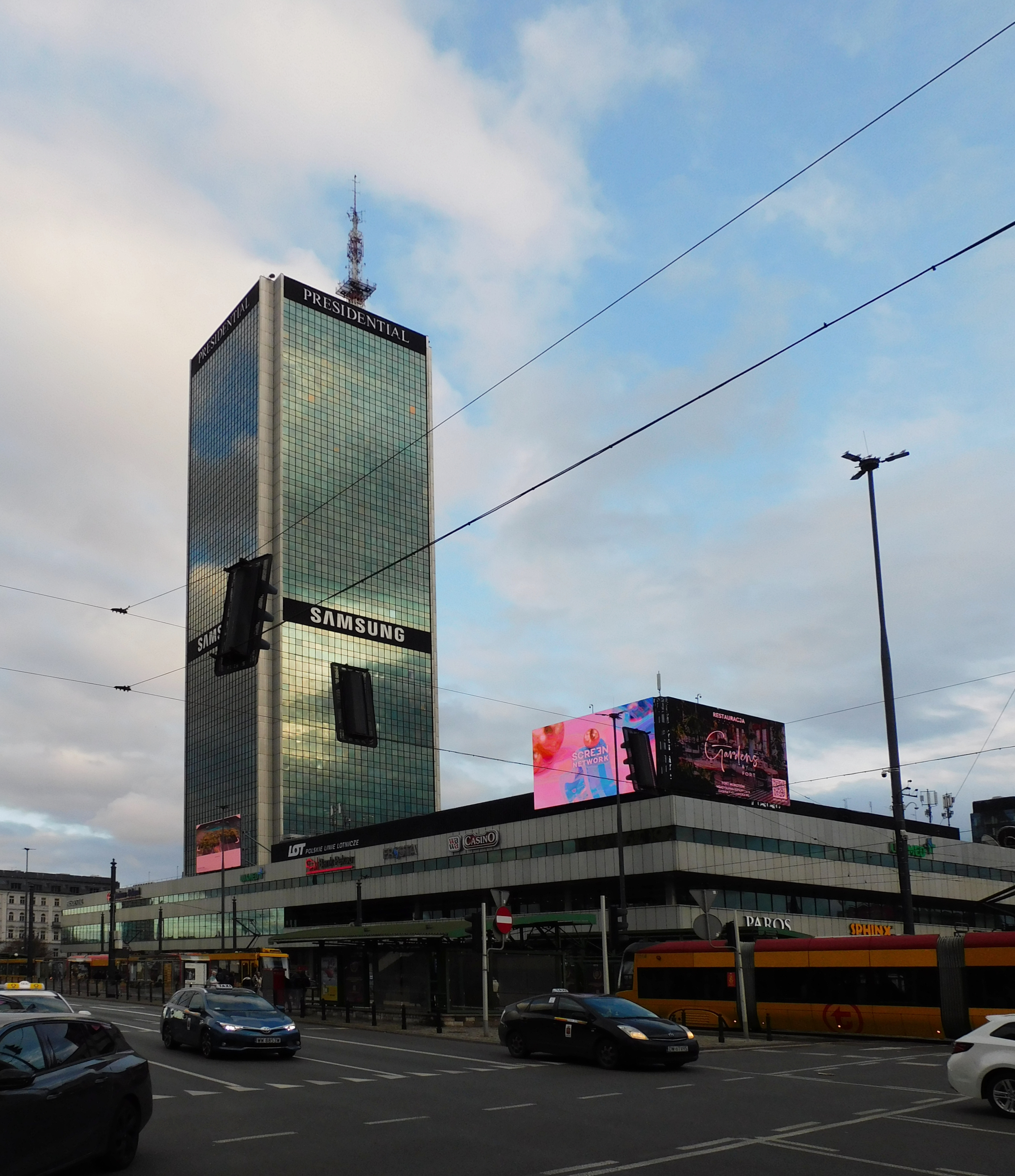
Anstelle des flachen Gewerbegebäudes (Podium) im Vordergrund soll der Lilium Tower errichtet werden

Lilium Tower (auch: Wieżą Lilium) ist das Bauprojekt zu einem 193 Meter hohen Wolkenkratzer in Warschau. Das Gebäude wird Büro- und Hotelflächen sowie einen kleinen Wohnbereich umfassen. Die Baugenehmigung ist erteilt. Die Errichtung eines Hochhauses an dieser Stelle ist seit Mitte der 2000er Jahre geplant; aufgrund der zentralen Lage sowie der Gestaltung und Architektin des ursprünglichen Projektes wird zu dem Bauvorhaben seit Jahren in nationalen und internationalen Medien berichtet.

## Lage
Der Lilium Tower wird sich eine dreigeschossige (bereits vorhandene) Podiumkonstruktion mit dem Centrum LIM (ein Büro-, Hotel- und Einzelhandelskomplex) teilen. Damit liegt der Standort an der innerstädtischen Aleje Jerozolimskie, gegenüber dem unterirdischen Zentralbahnhof. Das Baugrundstück grenzt an die vierspurige Chałubińskiego und die Nebenstraße Nowogrodzka und liegt damit knapp 150 Meter südlich von dem im Denkmalverzeichnis eingetragenen Oxford Tower.

## Geschichte
Mitte der 2000er Jahre entstand die Idee, an der zentral gelegenen Stelle im nach der Wende entstandenen Business District Warschaus einen Wolkenkratzer zu errichten. Die Pläne waren ambitioniert, mit dem Turm sollte ein neues Wahrzeichen der Stadt entstehen. Es sollte eine außergewöhnliche Form haben und das höchste Gebäude Polens sein.

### Erstes Projekt
Den Architekturwettbewerb gewann ein Projekt der damals bekanntesten Architektin der Welt, Zaha Hadid. Das Konzept entstand in Zusammenarbeit mit den Architekten Patrik Schumacher und Markus Planteu. Ebenfalls zur Wettbewerbsteilnahme waren auch die Architekten Norman Foster, Richard Meier und Anthony Bechu eingeladen worden. Der Form des präsentierten Projektes folgend, erhielt es den Namen Lilium Tower. Das Gebäude sollte aus vier, kreuzartig durch ein zentrales Aufzugselement verbundenen Flügeln bestehen. Von oben erinnerte die Form des verglasten Gebäudes an ein Kleeblatt oder eine Lilienblüte, von der Seite an einen Maiskolben. Laut dem Online-Magazin Dezeen soll es auch mit einem überdimensionalen Tampon verglichen worden sein.
Im Jahr 2007 wurde das Projekt der Öffentlichkeit vorgestellt. Die Spitze des Wolkenkratzers war abgerundet, Struktur und Statik folgten einer ausgeklügelten Energiestrategie mit Berücksichtigung des Klimas wie auch der Windstärken in der polnischen Hauptstadt. Die Fassade sollte so geformt sein, dass sie im Winter ein Maximum an Einstrahlung an Tageslicht zulässt, um Heizkosten zu reduzieren; im Sommer sollte eine natürliche Belüftung erfolgen, um die Erwärmung durch den Effekt der Sonnenbestrahlung zu minimieren. Die Höhe wurde mit 260 Metern angegeben. Auf 130.000 Quadratmetern Bruttonutzfläche sollen Luxusappartements und ein Hotel entstehen. Es war geplant, die Bauarbeiten bis zum Jahr 2012 abzuschließen – rechtzeitig zur Fußball-Europameisterschaft 2012.
Das Gebäude erhielt von der Stadtverwaltung unter Hanna Gronkiewicz-Waltz eine Baugenehmigung. Nach dem Beschluss des Rathauses sollte das Projekt „Wohnungen, ein Hotel, Dienstleistungsangebote, eine Tiefgarage sowie die notwendige technische Infrastruktur und Zugänge“ umfassen. Der Projektwert belief sich nach Angaben des Entwicklers auf 300 Millionen Euro. Aufgrund der folgenden Wirtschaftskrisen (Weltfinanzkrise, Eurokrise) konnte das Projekt nicht realisiert werden.

### Zweites Projekt
Im Jahr 2014 wurde unter gleichem Namen ein neues Projekt, diesmal vom polnischen Architekturstudio APA Wojciechowski vorgestellt. Das Gebäudevolumen wurde auf 237 Meter und 51 Stockwerke reduziert. Dieses Projekt erfüllte den damals entwickelten Raumordnungsplan für das Gebiet der Poznańska-Straße und erhielt auch die Zustimmung des Warschauer Regionaldirektors für Umweltschutz. Der Raumordnungsplan wurde 2018 vom masowischen Woiwoden abgelehnt, sein Widerspruch bezog sich auf die Errichtung von Hochhäusern. Der Warschauer Rat legte gegen diese Entscheidung Beschwerde ein, die vom Woiwodschafts-Verwaltungsgericht und folgend auch vom Obersten Verwaltungsgericht abgelehnt wurde.

### Drittes Projekt
Die Golden Star Group ist der Investor des neuen Projektes, das mit einer Höhe von 193 Meter deutlich niedriger als bei den früheren Planungen ausfällt. Das Konzept stammt ebenfalls von APA Wojciechowski, die im Oktober 2024 Visualisierungen des geplanten Wolkenkratzers veröffentlichten. Der Entwickler erhielt eine Genehmigung zum Bau des Hochhauses.

## Architektur und Nutzung
Das Gebäude soll sich nach der Absicht seiner Schöpfer in die unmittelbare Umgebung einfügen und außerdem integraler Bestandteil einer bereits in den 1970er Jahren geplanten Ściana Zachodnia (Westwand) – als Gegenstück zu dem Hochhauskomplex Ściana Wschodnia (Ostwand) auf der ostwärtigen Seite des Plac Defilad mit dem Kulturpalast – sein. Nach Aussage der Architekten sollte an der Stelle kein völlig fremdes Element entstehen, der Neubau solle nicht hervorstechen. Das Gebäude verfügt deshalb im Grundriss über ähnliche Abmessungen wie die benachbarten Türme Centrum LIM und Oxford Tower. Auch die vertikale und räumliche Artikulation sei vergleichbar. Der Turmkern wird nur geringfügig über die Dächer der benachbarten Hochhäuser hinausragen. Der Gebäudekomplex behält deshalb auch das Podium bei, das den Einwohnern der Stadt seit Jahrzehnten bekannt ist.
Das Design wird allerdings durch subtile geometrische Merkmale (wie konkave Ecken) und ein charakteristisches, verglastes Schrägdach aufgewertet, das so gestaltet ist, um Tageslicht zu benachbarten Wohngebäuden durchzulassen. Die Silhouette des Hochhauses sieht deshalb auch ähnlich aus wie die des Skyliners – eines Warschauer Bürohochhauses in einem anderen Stadtdistrikt, das ebenfalls von APA Wojciechowski entworfen wurde.
Der Lilium Tower wird über eine Nutzfläche von 52.000 Quadratmetern verfügen, die bei 193 Meter Höhe auf 44 oberirdische und drei unterirdische Geschosse Stockwerke verteilt sind. Das Gebäude soll einer gemischten Nutzung zugeführt werden – es wird Büros, Hotels und Wohnungen beherbergen.